# 药物敏化
药物敏化（英語：drug sensitization），也称逆耐药性（英語：reverse tolerance），是指在耐药性已经确立后，不敏感度的减少。一般来说，这种现象是由于加药、停药（用药假期）导致。苯丙胺和选择性5-羟色胺再摄取抑制剂（SSRI）等药物都会引发药物敏化的情况。